# Гасанабад (Лянґаруд)
Гасанабад (перс. حسن اباد) — село в Ірані, у дегестані Чаф, у Центральному бахші, шагрестані Лянґаруд остану Ґілян. За даними перепису 2006 року, його населення становило 66 осіб, що проживали у складі 25 сімей.